# NGC 4752
NGC 4752 est une lointaine galaxie spirale située dans la constellation de la Chevelure de Bérénice. Sa vitesse par rapport au fond diffus cosmologique est de 11 577 ± 22 km/s, ce qui correspond à une distance de Hubble de 171 ± 12 Mpc (∼558 millions d'al). NGC 4752 a été découverte par l'astronome germano-britannique William Herschel en 1784.